# Psittacanthus robustus
Psittacanthus robustus é uma espécie neotropical de visco na família Loranthaceae, que é encontrada no Brasil, Colômbia, Guiana e Venezuela.

## Taxonomia
P. robustus foi descrita pela primeira vez por Martius em 1829 como Loranthus robustus, e em 1830, ele atribuiu ao novo género Psittacanthus.

## Distribuição
Foi encontrada na Amazónia Setentrional, no Norte do Brasil, Nordeste do Brasil, Sudeste do Brasil, Oeste-Centro do Brasil, Colômbia, Guiana e Venezuela, nas florestas tropicais da Amazónia, Caatinga, na Savana Central Brasileira e na Mata Atlântica.